# بلدة نيوبورت (فيرمونت)
نيوبورت (بالإنجليزية: Newport (town), Vermont)‏ هي بلدة تقع في مقاطعة أورليانز (فيرمونت) بولاية فيرمونت في الولايات المتحدة. تأسست عام October 30, 1802، تبلغ مساحتها 112.6 (كم²)، وترتفع عن سطح البحر 284 م، بلغ عدد سكانها 1511 نسمة في عام 2000 حسب إحصاء مكتب تعداد الولايات المتحدة وتصل الكثافة السكانية فيها 14 نسمة/كم2.

## أعلام
- تشارلز آدامز

## وصلات خارجية
- The US50 - Cities and Towns in Vermont State
- Vermont Cities and Towns, Facts, Map, Flag, Colleges, Government, and More